# Сандра Шайн
Са́ндра Шайн (англ. Sandra Shine, наст. имя — Ю́дит Ба́рбара Ди́ош; род. 9 сентября 1981 года, Будапешт, Венгрия) — венгерская фотомодель и порноактриса; владеет модельным агентством Sandra’s Models.

## Биография
Сандра Шайн родилась в Будапеште. Жила с матерью и братом. С 16 лет начала подрабатывать моделью и вскоре занялась этим всерьёз. Через два года, чтобы зарабатывать больше, начала сниматься обнажённой. Обычно Сандра снимается одна или с девушками. Единственный раз она согласилась на съёмку с мужчиной (своим молодым человеком) в фильме Sandra Goes Wild.
Её псевдоним составлен из имени её лучшей школьной подруги Сандры и английского слова Shine (рус. сиять). По утверждению модели, она приносит людям свет.
В феврале 2001 года и августе 2003 года Сандра стала «Киской месяца» журнала Penthouse.
По данным на 2012 год, Сандра Шайн снялась в 114 порнофильмах.

## Награды и номинации
- 2001 год — Penthouse Pet of the Month February.
- 2003 год — Penthouse Pet of the Month August.
- 2005 год — Viv Thomas Award за лучшую лесбийскую сцену в фильме «Pink Velvet 3: A Lesbian Odyssey».
- 2006 год — Viv Thomas Babe of the Month March.
- 2011 XBIZ Awards номинация — Иностранная исполнительница года[5]
- 2012 XBIZ Awards номинация — Иностранная исполнительница года